# Plagioecia lactea
Plagioecia lactea is een mosdiertjessoort uit de familie van de Plagioeciidae. De wetenschappelijke naam van de soort is voor het eerst geldig gepubliceerd in 1903 door Calvet.